# MTVA
Médiaszolgáltatás-támogató és Vagyonkezelő Alap (MTVA) (Fondo fiduciario per il supporto e i servizi media) è un gruppo di coordinamento di quattro media pubblici ungheresi: la radio Magyar Rádió, le tv Magyar Televízió e Duna Televízió, e l'agenzia di stampa Magyar Távirati Iroda. È stato fondato il 1º gennaio 2011.

## Attività
MTVA funziona come servizio pubblico radiotelevisivo. Opera 7 canali televisivi e 5 canali radiofonici.

### Canali televisivi
- Duna: Canale generalista.
- Duna World: Canale internazionale per gli ungheresi che vivono all'estero.
- M1: Canale all news. Trasmette telegiornali e programmi di approfondimento. I tg sono anche nelle lingue tedesca, inglese, cinese, russa.
- M2: Canale per bambini. Tutte le sere va in onda il programma-fiume Petőfi TV, per i giovani di età 14-38.
- M3: Canale che ripropone programmi d'archivio.
- M4 Sport: Canale dello sport. Trasmette i giochi olimpici e la Formula 1.
- M5: Canale della cultura.

### Canali radiofonici
- Kossuth Rádió: L'emittente radiofonica delle notizie e dei programmi d'approfondimento.
- Petőfi Rádió: L'emittente radiofonica dei giovani coi musica di pop, rock.
- Bartók Rádió: L'emittente radiofonica della musica classica.
- Dankó Rádió: L'emittente radiofonica della musica etnica e operetta.
- Nemzetiségi Adások (in italiano: Programma delle minoranze): Trasmette programmi nelle madrelingue delle minoranze nell'Ungheria.